# Парламентські вибори у Великій Британії 1852
Парламентські вибори у Великої Британії проходили з 7 по 31 липня 1852 року.

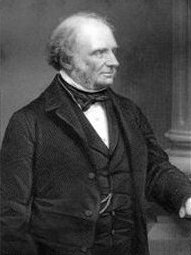
Джон Рассел

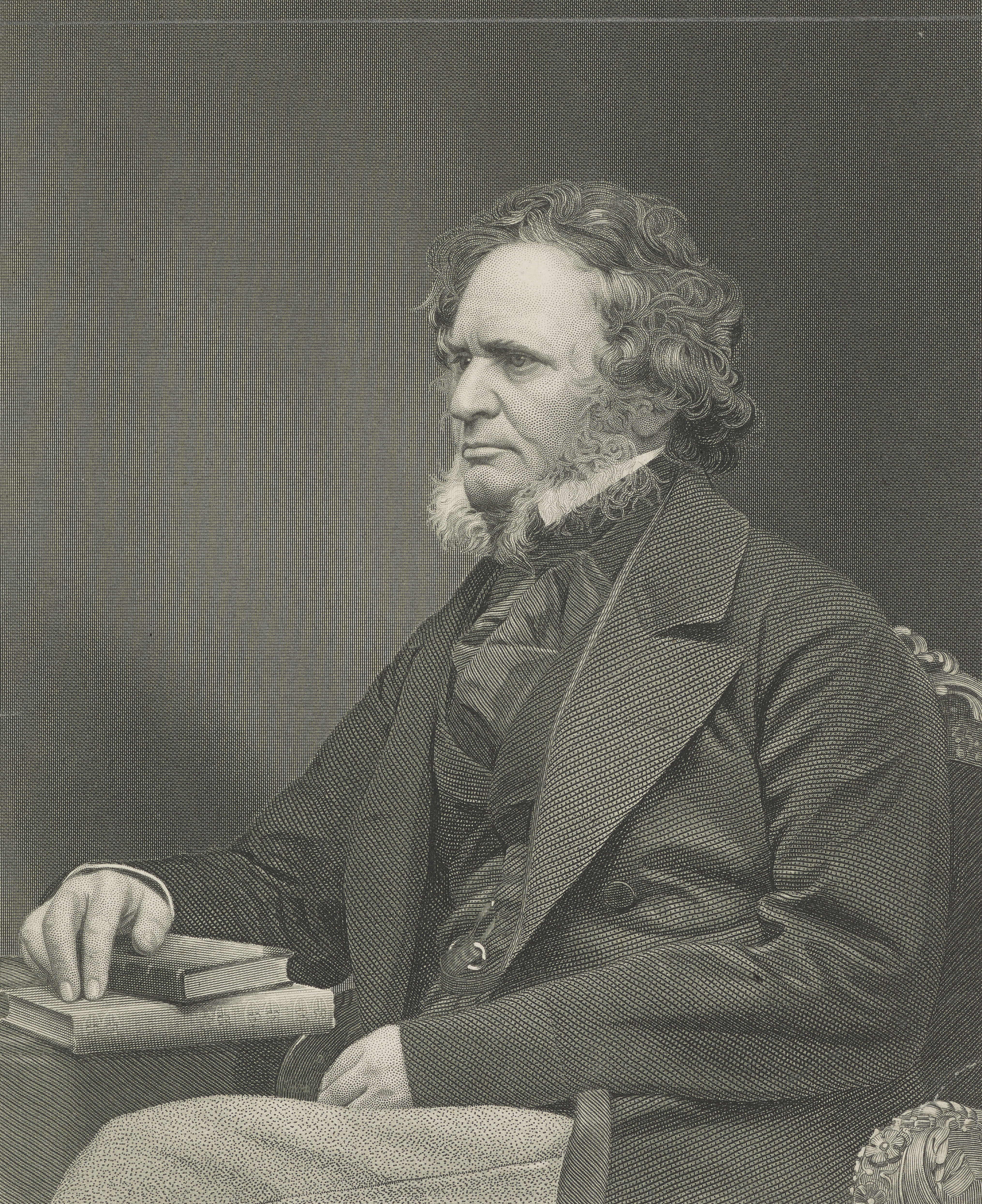
Граф Дербі

Консервативна партія Великої Британії отримала незначну більшість місць, проте через раскол на протекціоністів та пілітів — прихильників вільної торгівлі, не змогла сформувати уряд під керівництвом свого лідера, протекціоніста графа Дербі. Віги Джона Рассела, які формували до того уряд меншості, отримали більшість голосів, але опинилися в опозиції. Ірландські націоналісти виступили у складі вігів.
Спершу був створений уряд з консерваторів-протекціоністів під керівництвом графа Дербі, але вже в грудні того ж року віги і піліти сформували коаліційний кабінет під керівництвом піліта графа Абердіна, що протримався до часу Кримської війни.

## Результати
| Партія               | Лідер        | Відсоток голосів | Відсоток голосів | Місць в парламенті |
| Партія               | Лідер        | Кількість        | %                | Місць в парламенті |
| -------------------- | ------------ | ---------------- | ---------------- | ------------------ |
| Консервативна партія | Едуард Дербі | 311,481          | 41,9%            | 330                |
| Віги                 | Джон Рассел  | 430,882          | 57,9%            | 324                |
| Чартисти             | -            | 1,541            | 0,2%             | -                  |
| Всього               | Всього       | 743,904          | 100%             | 654                |